# Simulium leopoldense
Simulium leopoldense es una especie de insecto del género Simulium, familia Simuliidae, orden Diptera.
Fue descrita científicamente por Strieder & Py-Daniel, 2000.